# 河畔聖方濟各堂

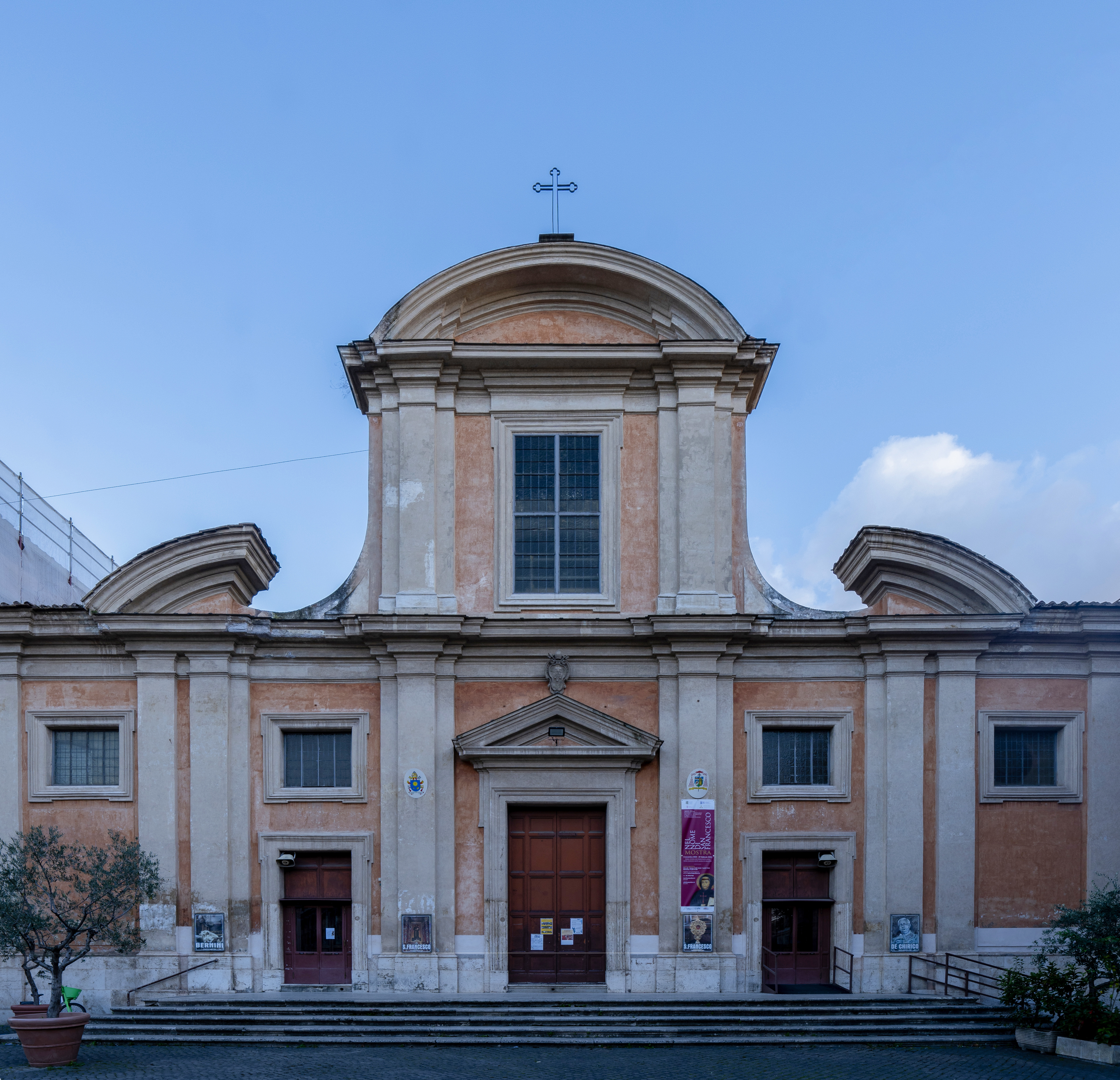
立面

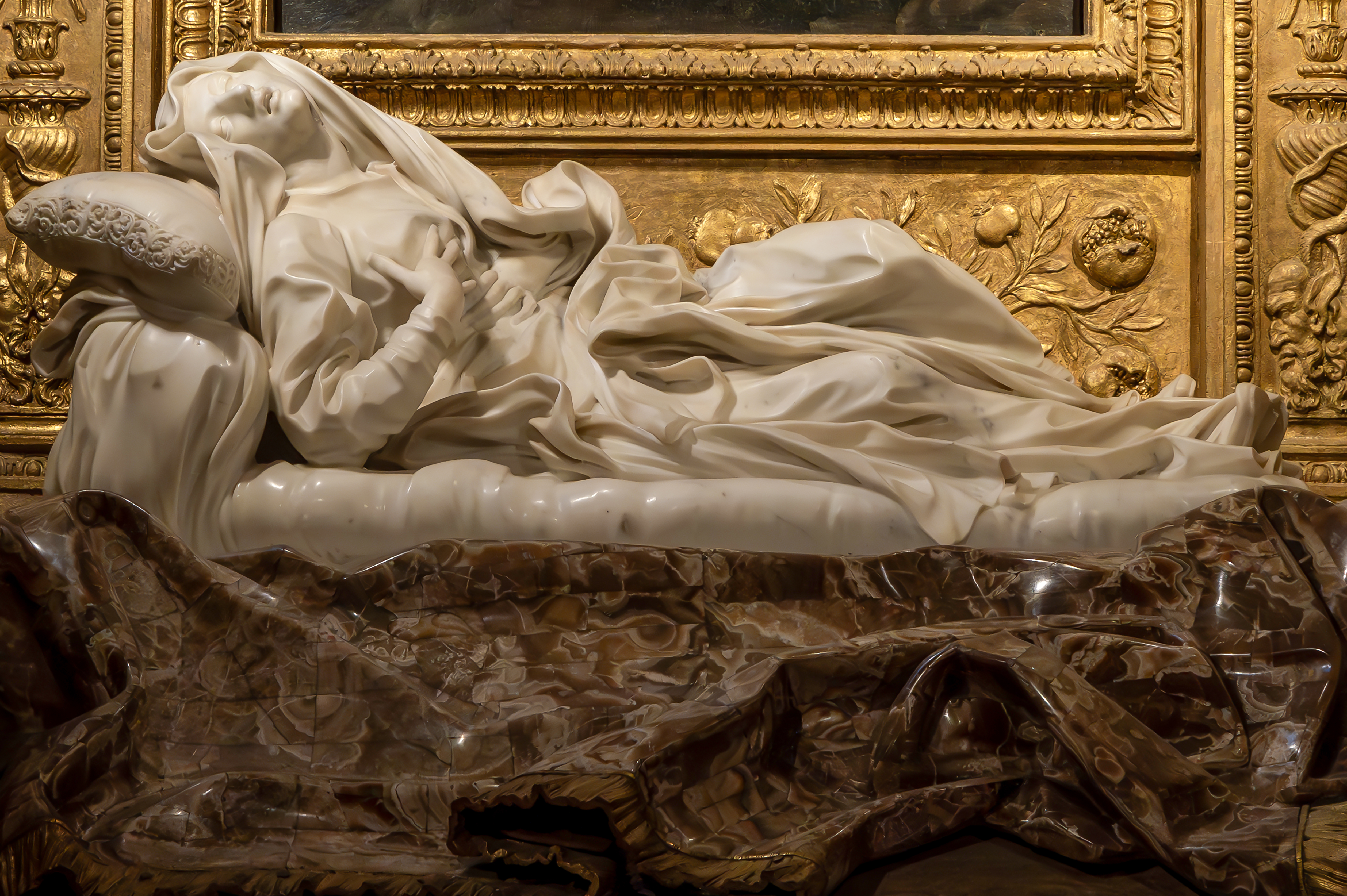
济安·贝尼尼的雕塑《真福卢多维卡-亚伯托尼》

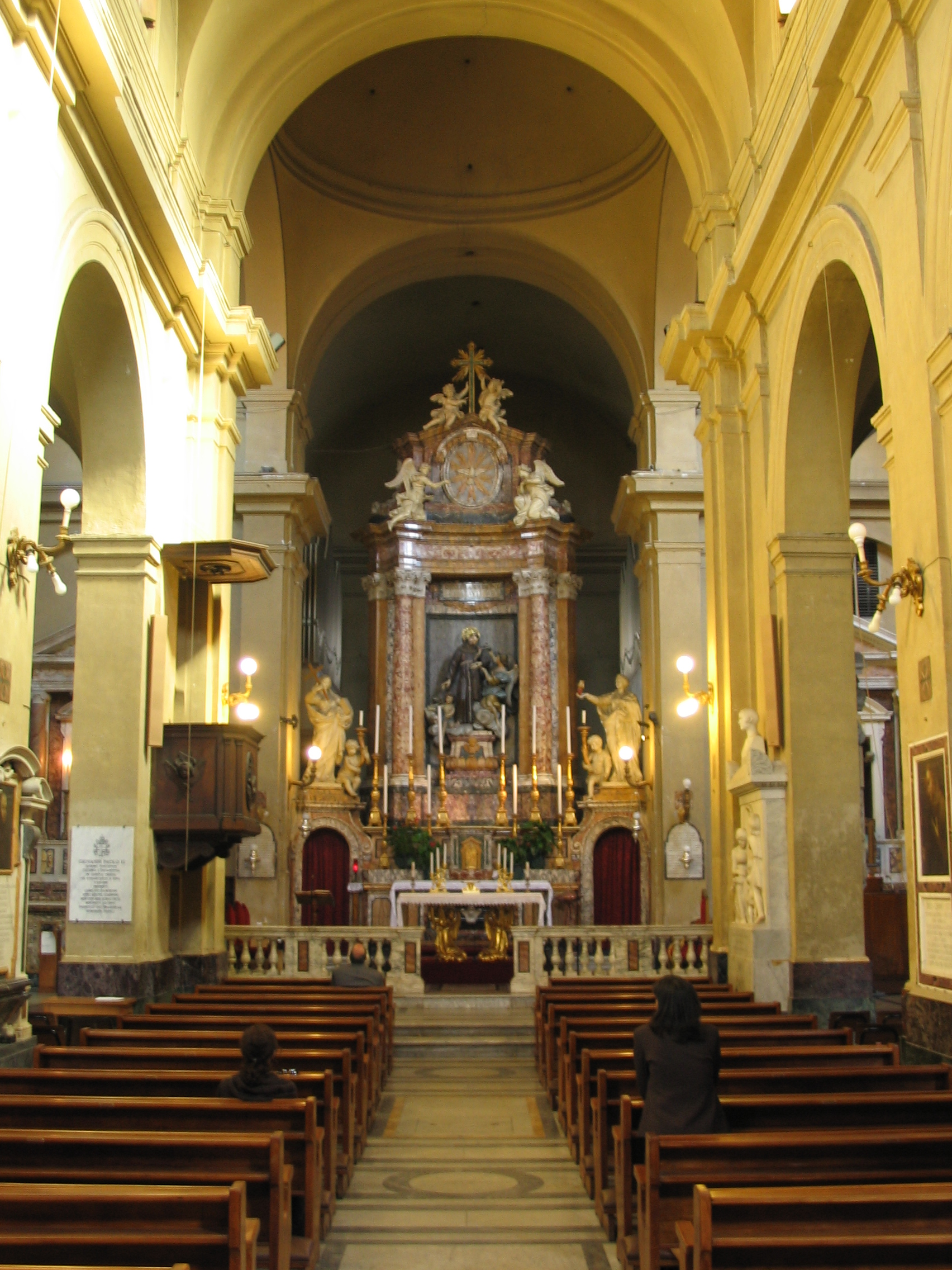
内部

河畔圣方济各聖堂（義大利語：San Francesco a Ripa）是意大利罗马的一座聖堂，位于台伯河河畔。聖堂供奉圣方济各，因为毗邻的修道院曾在1229年接待过他。該聖堂也是一間司鐸級樞機領銜聖堂，領銜司鐸為諾爾維托·里韋拉·卡雷拉。

## 历史
这座聖堂的起源与罗马特拉斯提弗列区的方济各会修道院有关。1231年，修道院建立了一座供奉聖伯拉削的附属聖堂。这座聖堂装饰有（现已失去）彼得罗·卡瓦利尼的《圣方济各》连环画，可能是喬托·迪·邦多納在亚西西的圣方济各圣殿的上殿所作著名的《圣方济各传说》的原型。

## 艺术与建筑
目前的聖堂始建于1603年，立面完成于1681-1701年。从1873年到1943年曾用作军营。
在左侧的帕鲁奇-艾伯托尼小堂内，有济安·贝尼尼的杰作，雕塑《真福卢多维卡-亚伯托尼》。
聖堂前面的广场上有一根爱奥尼亚柱，为庇护九世所立，取自維愛的废墟。